# Sutton Weaver
Sutton Weaver est une paroisse civile et un village du Cheshire, en Angleterre.